# Кашлагач
Кашлагач — река в Волновахском районе Донецкой области, правый приток Мокрых Ялов (бассейн Днепра).
Название — от двух татарских слов «кашле» — зимнее поселение и «агач» — лес. В переводе — «Река, протекающая у зимовника, расположенного в лесу».
Берёт начало на Приазовской возвышенности, южнее пгт Графское. Долина трапециевидная, шириной 2,5 км, глубина до 40 м. Ширина русла до 10 м. Уклон 1,7 м/км. Высота устья — 100,5 м нум.
Питание снеговое и дождевое. Летом Кашлагач часто пересыхает, образуя отдельные плёсы. Замерзает в декабре, вскрывается в марте. Воду частично используют для орошения. Среди водоохранных мероприятий — облесение и залужение берегов.